# Enriqueta Pascual Benigani
Enriqueta Pascual Benigani, també coneguda com a Enriqueta P. Benigani o Enriqueta Benigani (1905 - Barcelona, 2 d'octubre de 1969) fou una pintora i lacadora catalana.

## Biografia
Germana del dibuixant Alfred Pascual Benigani.
Personatge clau de l'ambient artístic barcelonès dels anys 30, és coneguda com a col·laboradora, en l'art de l'urushi, del xilògraf Lluís Bracons i Sunyer, que va ser el seu company sentimental durant uns anys. A Lluís Bracons se’l considera l'introductor d'aquesta tècnica a Catalunya des que va començar a ensenyar-la a l'Escola Superior dels Bells Oficis de Barcelona el 1921. Es pot dir, tanmateix, que Enriqueta P. Benigani fou més que una mera col·laboradora de Bracons. Dos fets ho avalen: el primer és haver presentat a l'Exposició Universal de Barcelona de 1929 com a obra pròpia un paravent, El mercat de Calaf, que sempre ha estat adjudicat a ell; ara bé, en aquell moment, cap dels alumnes de Bracons ni Xavier Nogués ni ningú va denunciar-la: en conseqüència, tothom devia admetre la seva autoria. El segon fet és que, després de la separació, només ella va continuar dedicant-se a les laques, mentre Bracons, amb la seva nova companya gravadora, es dedicà exclusivament al gravat.
El seu pis del carrer Brusi de Barcelona, una planta baixa amb jardí, estava ple de quadres, estàtues i objectes de tota mena: guardava tot allò que li podia suggerir o recordar quelcom. A la casa impartia classes de laca japonesa i era lloc d'encontre, de festes, d'exposicions, d'actuacions teatrals, de concerts... S'hi reunien les principals personalitats artístiques de l'època. Sempre digué que havia aconseguit 3 medalles d'or: el 1923 a l'exposició del moble; el 1925 al Saló de les Arts Decoratives de París, amb el Sant Jordi, obra que havien fet possiblement els dos, però que només signava ell com a únic creador; i, el 1929, a l'Exposició Internacional de Barcelona, amb El mercat de Calaf. Amb les laques, E. Benigani revestia cigarreres, vasos, copes de metall, plaques, paravents, plafons, etc. i també mobles i joies. Hi va fer tots els objectes possibles. A més del nacre i de l'argent incorporava a les laques la coquille d'oeuf d'uns ocells marins amb les quals aconseguia el blanc. Antílops, dianes caçadores, palmeres, ocells, peixos, flors, figures estilitzades, motius geomètrics i cubistes formen la seva iconografia. Aplicava la laca sobre motius moderns, perquè pensava que els motius orientals no pertanyien a la nostra cultura. Els anys 30 foren els seus anys daurats, els anys de l'Art Déco, després de la separació de Bracons, el 1928. L'any 1934 va exposar laques a les Galeries Syra de Barcelona i va conèixer a la titellaire Teresa Riera i Llisas, que seria deixebla seva i amb qui mantindria una bona amistat. Consta, també, que va col·laborar amb el cartellista Francesc d'Assís Galí, que va fer algun dels dissenys dels seus plafons de laca.
En els 40 s'inicià la seva decadència a causa d'una sèrie de fets com la pèrdua d'importància de les laques entre els rics, els problemes amb la importació de matèries primeres del Japó derivats de la 2GM, l'exili de Cambó, el qual sempre la va protegir...
Els anys 50 i 60 van ser de penúria econòmica. L'ajudaven els amics, però acabà en la misèria. De vegades s'atansava a l'Escola Massana amb algunes obres per veure si algú les comprava. Va participar en l'Exposició d'Art Japonès d'aquesta escola el 1961 amb petites peces i El mercat de Calaf. Possiblement li van mancar coneixements artístics, de composició, de dibuix, però dominà la tècnica de l'urushi com ningú. Un dia de 1969 la van trobar morta en el seu jardí. L'endemà, els veïns van veure com un camió s'emportava tots els seus béns, ningú sap on van anar a parar. Gràcies a les fotografies del seu estudi que un veí feu el 1962 i a les de Miquel Galmes del 1964, podem saber quins objectes de valor guardava. La notícia d'aquesta misteriosa desaparició es publicà al Diario de Barcelona el 28 de gener de 1971. Després el nom d'Enriqueta Pascual Benigani caigué novament en l'oblit.
El Museu del Disseny de Barcelona conserva obres d'Enriqueta Pascual, com ara una taula tocador feta per Joan Busquets i lacada per ella o Lluís Bracons, o bé un gerro d'aram lacat i policromat.